# Ad est di Sumatra
Ad est di Sumatra (East of Sumatra) è un film in Technicolor del 1953 diretto da Budd Boetticher. Tra gli interpreti anche una giovanissima e sfortunata attrice, Suzan Ball, nella parte della danzatrice Minyora.

## Trama
Duke Mullane, direttore di una miniera malese di stagno, va su un'isola poco conosciuta per aprire una nuova miniera nella giungla. Inizialmente, i nativi sono amichevoli, in particolare la ballerina Minyora... che presto si sposerà con il sovrano locale re Kiang. Una serie di sfortunati incidenti cambia l'atteggiamento di Kiang e Duke rimane bloccato nell'isola con il suo equipaggio, Minyora, e la sua vecchia fiamma Lory, che è fidanzata con il suo capo.